# Агафоновка (Саратовська область)
Агафоновка — село в Пітерському районі Саратовської області.
Село розташоване в центральній частині району на правому березі річки Малий Узень. До районного центру (Пітерка) — 10 км, до залізничної станції Пітерка — 3 км.
Засноване село 1888 року.
У селі школа, будинок культури, відділення зв'язку. Планування села багаторядне.
На західній околиці села ставок Октябрський.